# Pinî, Nîjnohirskîi
Pinî (în ucraineană Піни) este un sat în comuna Jemciujîna din raionul Nîjnohirskîi, Republica Autonomă Crimeea, Ucraina.

## Demografie
Componența lingvistică a localității Pinî
     Rusă (68,32%)
     Tătară crimeeană (22,38%)
     Ucraineană (9,11%)
     Alte limbi (0,2%)
Conform recensământului din 2001, majoritatea populației localității Pinî era vorbitoare de rusă (68,32%), existând în minoritate și vorbitori de tătară crimeeană (22,38%) și ucraineană (9,11%).